# Leptolaimidae
Leptolaimidae är en familj av rundmaskar. Leptolaimidae ingår i ordningen Araeolaimida, klassen Adenophorea, fylumet rundmaskar och riket djur. Enligt Catalogue of Life omfattar familjen Leptolaimidae 96 arter. 

## Dottertaxa till Leptolaimidae, i alfabetisk ordning[1][2]
- Acontiolaimus
- Alaimella
- Anguilloides
- Anguinoides
- Anomonema
- Anonchus
- Anthonema
- Antomicron
- Aphanolaimus
- Aplectus
- Assia
- Bathyonchus
- Camacolaimoides
- Camacolaimus
- Camalcolaimus
- Chronogaster
- Cricolaimus
- Cynura
- Dagda
- Deontolaimus
- Diodontolaimus
- Donsinemella
- Halaphanolaimus
- Ionema
- Kreisonema
- Leptolaimoides
- Leptolaimus
- Necolaimus
- Nemella
- Neurella
- Onchium
- Paradoxolaimus
- Paraphanolaimus
- Paraplectonema
- Plectolaimus
- Procamacolaimus
- Rhadinema
- Stephanolaimus